# آپاران، کاشاتاق
آپاران (ارمنی: Ապարան) یک منطقهٔ مسکونی در جمهوری آرتساخ است که در استان کاشاتاق واقع شده‌است.